# London Bridge (sång)
"London Bridge" är en sång av den amerikanska popsångerskan Fergie från sitt första studioalbum The Dutchess. Låten innehåller en del av "Down to the Night Club" av Tower of Power. "London Bridge" släpptes som den första singeln från The Dutchess och är Fergies första singel som soloartist.
Låten var producerad av Polow da Don och skrevs av Fergie och Sean Garrett. Låten debuterade på sextonde plats på Sverigetopplistan och låg som högst på trettonde plats.

## Låtlistor
CD-singel
1. "London Bridge"  — 3:28
2. "London Bridge" (instrumental) — 3:25

12" singel
1. "London Bridge" — 3:28
2. "London Bridge" (a cappella) — 3:15
3. "London Bridge" (radio edit) — 3:28
4. "London Bridge" (instrumental) — 3:25

Australiensk CD-singel
1. "London Bridge" — 3:30
2. "London Bridge" (instrumental) — 3:27
3. "London Bridge" (a cappella) — 3:18
4. "London Bridge" (musikvideo) — 3:31

## Listplaceringar
| Lista                        | Högsta position |
| ---------------------------- | --------------- |
| Australien ARIA              | 3               |
| Belgiska singellistan        | 14              |
| Finländska singellistan      | 9               |
| Franska singellistan         | 27              |
| Tyska singellistan           | 3               |
| Irländska singellistan       | 8               |
| Italienska FIMI singellistan | 4               |

| Lista                           | Högsta position |
| ------------------------------- | --------------- |
| Nya Zeeland RIANZ singellistan  | 1               |
| Rumänien singellistan           | 16              |
| Sverigetopplistan               | 13              |
| Schweiziska singellistan        | 6               |
| Turkiska Topp 20                | 4               |
| UK Singles Chart                | 3               |
| Billboard Hot 100               | 1               |
| Billboard Pop 100               | 1               |
| Billboard Hot R&B/Hip-Hop Songs | 56              |